# Романов, Григорий Григорьевич

Бюст (второй справа) на аллее героев в Елабуге

Григорий Григорьевич Романов (23 сентября 1907— 28 июня 1987) — Гвардии капитан Рабоче-крестьянской Красной Армии, участник Великой Отечественной войны, Герой Советского Союза (1945).

## Биография
Григорий Романов родился 23 сентября 1907 года в селе Кривоозерки. После окончания неполной средней школы и Казанского коммунистического университета работал председателем колхоза, затем завотделом в Аксубаевском райкоме ВКП(б). В сентябре 1941 года Романов был призван на службу в Рабоче-крестьянскую Красную Армию. В 1942 году он окончил военно-политические курсы. С мая того же года — на фронтах Великой Отечественной войны. В боях был ранен.
К октябрю 1944 года гвардии старший лейтенант Григорий Романов командовал огневым взводом 128-го гвардейского стрелкового полка 44-й гвардейской стрелковой дивизии, 105-го стрелкового корпуса, 65-й армии, 1-го Белорусского фронта. Отличился во время освобождения Польши. 5 октября 1944 года в бою на Сероцком плацдарме взвод Романова отразил большое количество немецких контратак, уничтожив 5 танков и большое количество солдат и офицеров противника. В том бою Романов получил ранение, но продолжал сражаться.
Указом Президиума Верховного Совета СССР от 21 февраля 1945 года за «образцовое выполнение боевых заданий командования на фронте борьбы с немецкими захватчиками и проявленные при этом мужество и героизм» гвардии старший лейтенант Григорий Романов был удостоен высокого звания Героя Советского Союза с вручением ордена Ленина и медали «Золотая Звезда» за номером 5998.
После окончания войны в звании капитана Романов был уволен в запас. Проживал и работал на родине, работал на партийных должностях. Избирался депутатом Верховного Совета СССР 2-го, 3-го и 4-го созывов. Позднее проживал в Елабуге. Скончался 28 июня 1987 года, похоронен в Елабуге. Работал 1 секретарем Аксубаевского и Елабужского райкомов КПСС.

## Награды
Был награждён двумя орденами Ленина, орденом Отечественной войны 1-й степени и рядом медалей.

## Память
В честь Романова названы школы в Аксубаево и Кривоозёрках.